# Ланґе Микола Миколайович
Микола Миколайович Ланґе (12 (24) березня 1858, Санкт-Петербург, Російська імперія — 15 лютого 1921, Одеса, УСРР) — російський психолог німецького походження; професор  Імператорського Новоросійського університету, засновник Одеських вищих жіночих курсів.

## Біографія
М. М. Ланґе народився 12 (24) березня 1858 року у Санкт-Петербурзі в родині професора військово-юридичної академії. Навчався у 2-ій Санкт-Петербурзькій гімназії.
У 1882 році закінчив історико-філологічний факультет Санкт-Петербурзького університету. Був залишений для підготовки до професорського звання. 2 роки був у відрядженні у Німеччині і Франції.
В 1888 році був призначений приват-доцентом кафедри історії філософії Новоросійського університету.
В 1894 році у Московському університеті захистив докторську дисертацію «Психологічні дослідження. Закон рецепції. Теорія вольової уваги». Ця робота була визнана класичним дослідженням вітчизняної експериментальної психології. Це було перше експериментальне дослідження з психології в Росії та Україні.
У 1896 році отримав вчене звання ординарного професора, у 1913 році — заслуженого професора, в 1916 році — заслуженого ординарного професора.
В 1903—1908 роках був одним із засновників і директором Одеських вищих жіночих курсів. У 1914 році при кафедрі філософії імператорського Новоросійського університету заснував Одеське філософське товариство і був його головою.
У 1919 році брав участь у розробці плану створення суспільно-гуманітарного інституту в Одесі.
Розробив навчальний план для двох перших семестрів для студентів Одеського інституту народної освіти, включив лекції з психології, логіки, етики.
Учнем М. М. Ланґе був професор Давид Елькін.
Помер в Одесі 14 лютого 1921 року.
Похований на Першому Християнському цвинтарі. 1937 року комуністичною владою цвинтар було зруйновано. На його місці був відкритий «Парк Ілліча» з розважальними атракціонами, а частина була передана місцевому зоопарку. Нині достеменно відомо лише про деякі перепоховання зі Старого цвинтаря, а дані про перепоховання Ланґе відсутні.

## Праці
- «Первая Аналитика» Аристотеля. — СПб, 1894. — 194 с.
- Учебник логики. — Одесса, 1898. — 273 с.
- Психология. — М.: Мир, 1914. — 312 с.